# Шеннон, Томас
Томас Альфред Шеннон-младший (англ. Thomas A. Shannon Jr.; род. 1958) — американский политик, дипломат. Заместитель госсекретаря по политическим вопросам в Государственном департаменте с 12 февраля 2016 по 4 июня 2018 года.
Исполняющий обязанности Государственного секретаря США (с 20 января по 1 февраля 2017 года).

## Биография
Шеннон окончил колледж с отличием в 1980 году. Окончил Оксфордский университет (1982), где получил докторскую степень по политологии (1983).
В 1984 поступил на дипломатическую службу США. Он был сотрудником консультационной службы в Посольстве США в Гватемале с 1984 по 1986 год. Также был сотрудником в посольствах США в Камеруне, Габоне, Принсипие с 1987 по 1989 год, и был специальным помощником посла США в Бразилии с 1989 по 1992 год.
Он служил в качестве атташе Генерального консульства США в Йоханнесбурге, ЮАР, в период с 1992 по 1996 год; советника по политическим вопросам посольства США в Каракасе, Венесуэла, с 1996 по 1999 год; и в качестве директора по межамериканским делам в Совете национальной безопасности с 1999 по 2000 год.
С 2005 по 2009 год был помощником госсекретаря США по делам Западного полушария, курируя отношения с латиноамериканскими странами.
В 2010—2013 посол США в Бразилии.
В декабре 2013 года Шеннон был назначен советником государственного департамента США.
Шеннон был исполняющим обязанности Государственного секретаря США с 20 января по 1 февраля 2017 года.
Шеннон являлся Заместителем госсекретаря по политическим вопросам в Государственном департаменте США с 12 февраля 2016 по 4 июня 2018 года.